# Penal del Dueso
El Penal del Dueso és una antiga i llegendària presó i colònia penitenciària espanyola, encara en funcionament, situada arran de mar, al barri homònim de la ciutat de Santoña, antigament a la província de Santander, i avui a la Comunitat de Cantàbria. Fou inaugurada el 1907, aprofitant els edificis de la caserna i de la Plaça d'armes del Dueso que ja existia, i davant de l'oposició dels catalans a què es traslladessin els presoners d'Àfrica a la presó de Figueres.
Els primers anys foren conflictius, donada la gran quantitat de fugues i aldarulls que s'hi produïren, i les consegüents protestes dels veïns que consideraven afectada la seva tranquil·litat. Fins i tot un d'ells fou mort pel tret d'un guàrdia. Això obligà a nombroses reformes, a augmentar la vigilància i a transferir-la a l'exèrcit. L'any 1945 la custòdia passà a ser responsabilitat de la Guàrdia Civil, que des de 1973 hi manté un destacament permanent.
El Dueso era cèlebre per la duresa de les condicions carceràries; fou considerada una presó de càstig. Particularment cruel fou l'afusellament als patis de la presó de milers de republicans capturats amb la caiguda de Santander, a finals d'agost de 1937.
Entre les personalitats, de signes diversos, que hi van ser empresonades, hi figuren el President de la Diputació Republicana de Madrid, Rafael Mende, el General Sanjurjo o l'escriptor Antonio Buero Vallejo. Nombrosos catalans ocuparen també les seves cel·les: els condemnats pel Complot de Garraf, com Jaume Compte, Marcel·lí Perelló i Miquel Badia, entre d'altres.